# Vollenhovia butteli
Vollenhovia butteli é uma espécie de formiga do gênero Vollenhovia, pertencente à subfamília Myrmicinae.